# Michel Chartrand
Michel Chartrand (Outremont, 20 de dezembro de 1916 - Montreal, 12 de abril de 2010) foi sindicalista e ativista socialista de Quebec (Canadá).
Era um tipógrafo, que, a partir do final da década de 1940. Entre 1944 e 1959, durante o governo direitista de Maurice Duplessis, período que passaria a ser conhecido como a "Grande Escuridão", participou de todas as principais manifestações de trabalhadores, incluindo:
- a Greve do Amianto em 1949;
- a Greve de Louiseville em 1952; e
- a Greve de Greve de Murdochville em 1957.

Entre 1968 e 1978, foi presidente do Conselho Central dos Sindicatos Nacionais de Montreal (CCSNM) da Confederação dos Sindicatos Nacionais (CSN).
Em 1970, durante a Crise de Outubro, ficou preso durante quatro meses.
A partir da década de 1980, dedicou-se, principalmente à defesa dos interesses dos trabalhadores acidentados, sendo um dos que defendeu a Fundação para a Assistência aos Trabalhadores Acidentados (FATA), em 1983, onde trabalhou como voluntário até 1988.
Era considerado um embaixador da justiça social em Quebec, um detrator do capitalismo e do imperialismo, um socialista, um defensor da democracia e uma das principais figuras do sindicalismo de Quebec. Era casado com a ativista pacifista e escritora feminista Simonne Monet-Chartrand.

## Biografia
Era o décimo terceiro de uma família de quatorze filhos.
Em 1930, ingressou em um colégio dirigido por jesuítas em Montreal (Canadá).
Em 1931, ingressar no seminário menor.
Em setembro de 1933, ingressou em uma abadia da Ordem dos Cistercienses Reformados de Estrita Observância (também conhecida como Ordem Trapista), onde ficou até outubro de 1935, quando teve que deixar o mosteiro devido a um problema de saúde.
Logo após voltar a morar com sua família fez cursos de tipografia em uma instituição dirigida pelos Irmãos das Escolas Cristãs, desse modo, conseguiu emprego na indústria gráfica, onde trabalhou até 1950.
Defensor da justiça social e um nacionalista quebequense. Em 1939, apoiou a "Action libérale nationale" (ALN) (Ação Liberal Nacional) durante as eleições gerais no Quebec (Canadá).
Em 1942:
- fez uma campanha a favor do "não" em um plebiscito sobre o alistamento militar obrigatório, em um contexto no qual os canadenses de língua francesa eram marginalizados nas forças armadas;
- se tornou um ativista do "Bloc populaire canadien" (Bloco Popular Canadense);
- se casou com Simonne Monet-Chartrand, com quem teria sete filhos (5 meninas e 2 meninos).[5]

Em 1953, passou a integrar a direção executiva da "Confédération des travailleurs catholiques du Canada" (Confederação de Trabalhadores Católicos do Canadá (CTCC)).
Em 1956, se juntou ao "Parti social démocratique du Québec".
Em 1963, participou da fundação do "Parti socialiste du Québec" (Partido Socialista do Quebec).
Em 1968, foi eleito como presidente do "Conseil central des syndicats nationaux de Montréal" (Conselho Central dos Sindicatos Nacionais de Montreal), cargo que ocupou até 1978.
Em 1975, participou da fundação da "Conférence internationale de solidarité ouvrière" (CISO) (Conferência Internacional de Solidariedade dos Trabalhadores).
Em fevereiro de 1983, ajudou a criar a  "Fondation pour l'aide aux travailleuses et aux travailleurs accidentés" (FATA) (Fundação de Assistência aos Trabalhadores Acidentados).
Em 1998, se candidatou, sem sucesso, pelo "Rassemblement pour l'alternative progressiste" (RAP) (Agrupamento por uma Alternativa Progressista).
Em 1999, publicou, em co-autoria com Michel Bernard, um "Manifeste pour un revenu de citoyenneté" (Manifesto por uma Renda de Cidadania).